# Dawn (glazbeni sastav)
Dawn je švedski sastav ekstremnog metala koji je 1990. osnovao Fredrik Söderberg.

## Diskografija
Studijski albumi
- Nær Solen Gar Nider For Evogher (1994.)
- Slaughtersun (Crown of the Triarchy) (1998.)

Demouradci
- Demo 1 (1992.)
- Apperition (1992.)
- Promotional Demo (1993.)

EP-ovi
- Sorgh på Svarte Vinger Fløgh (1996.)

Split izdanja
- The Dark Light / The Eternal Forest (1994.)

## Članovi
Sadašnji članovi
- Henke Forss – vokal (1990. – danas)
- Tomas Asklund – bubnjevi (1999. – danas)
- Fredrik Söderberg – gitara (1990. – danas)
- Henke Ekeroth – bas-gitara